# Peine de mort au Laos
La peine de mort au Laos est une sanction légale. Les crimes passibles d'exécution comprennent le meurtre ; le terrorisme ; le trafic de drogue ; la possession de drogue (en) ; le vol avec usage de la force ; l'enlèvement ; le fait de gêner un officier dans l'exercice de ses fonctions publiques et causer sa mort ou lui causer une incapacité physique ; le fait de perturber l'industrie, le commerce, l'agriculture ou d'autres activités économiques dans le but de saper l'économie nationale ; la trahison et l'espionnage. Les exécutions sont effectuées par arme à feu sur un peloton d'exécution. En mars 2009, le gouvernement du Laos a signalé à Amnesty International qu'à la fin de l'année 2008, il y avait 85 personnes présentes dans le couloir de la mort. La dernière exécution connue au Laos a eu lieu en 1989.